# 超常現象

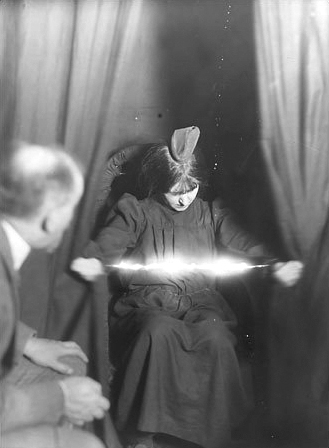
霊媒師の両手から出る光。頭にあるのは物質化現象だとされる。（1912年）

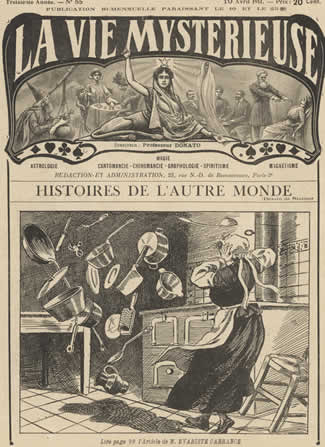
ポルターガイスト現象

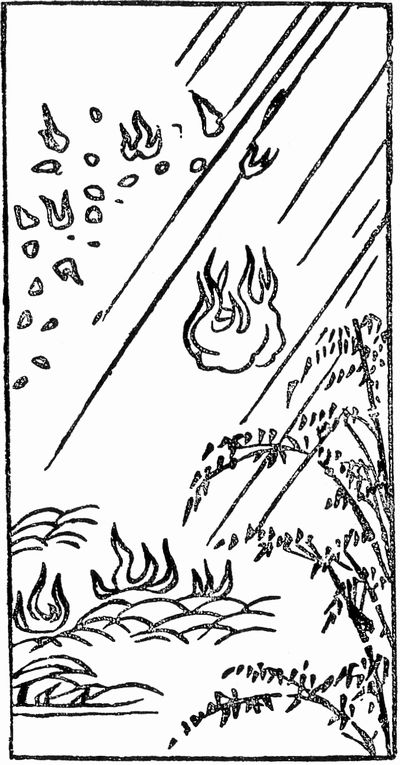
火の玉。絵は鬼火。他にも球電も

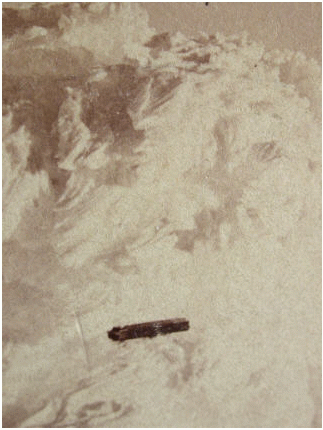
UFO

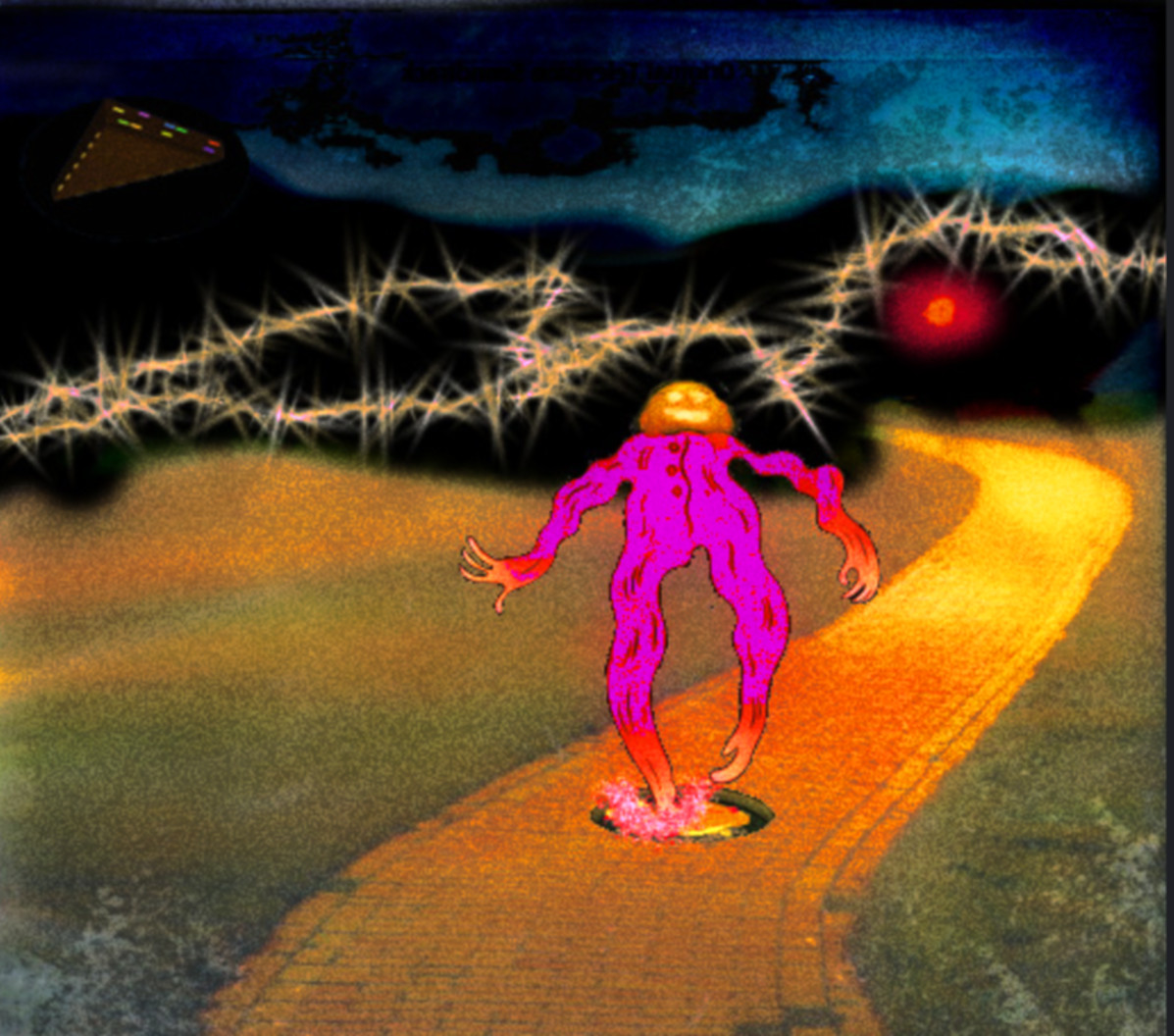
超常現象を描いたコンセプトアート

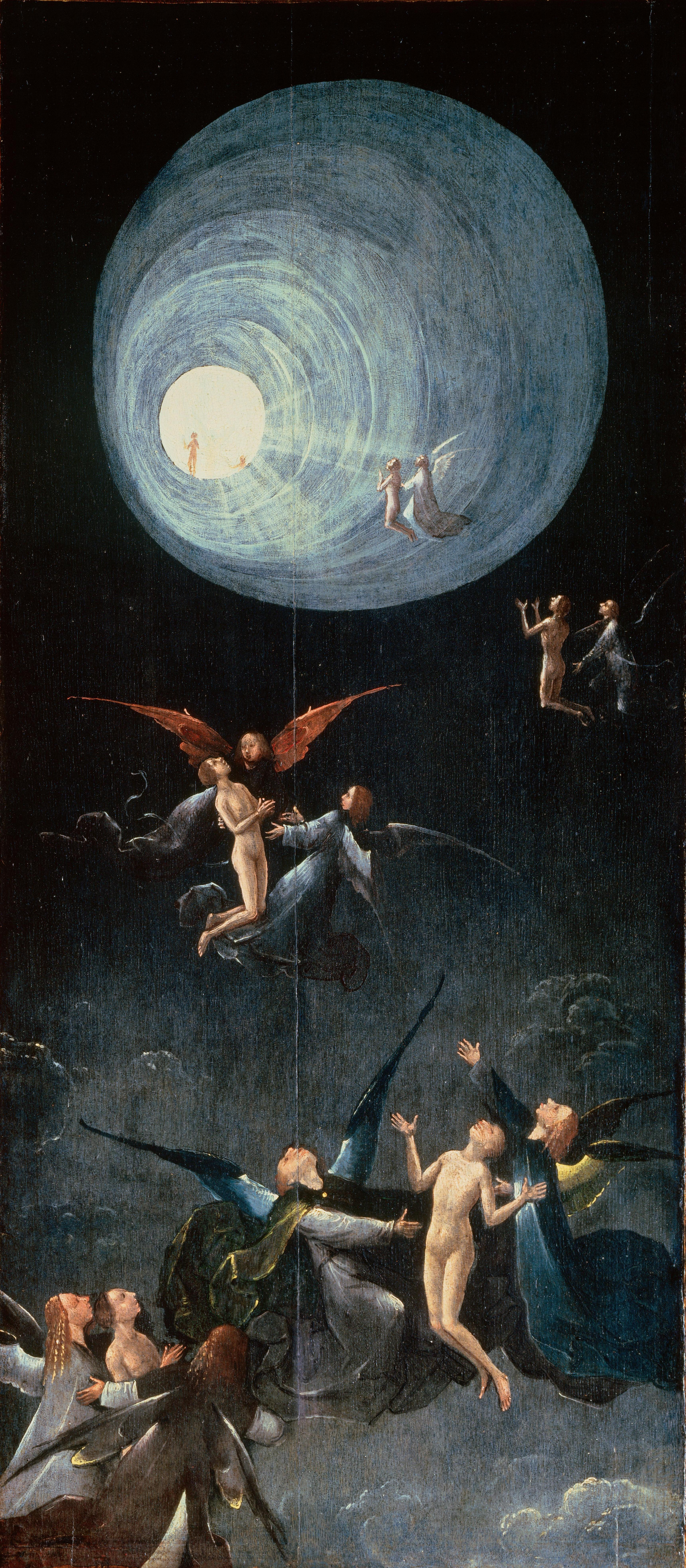
臨死体験

超常現象（、英: paranormal phenomena）とは、現在までの自然科学の知見では説明できない現象のことである。

## 概要
「paranormal （超常）」 という表現は1915年–1920年に作り出されたものであり、
paraはラテン語で「～を超えた」という意味である。
「paranormal」という表現は、アンブレラ・ターム（広い領域をまとめて呼ぶための用語）であり、サイキック現象（霊能力、超能力）、テレパシー、超感覚的知覚、サイコキネシス、幽霊などを指す語である。この世界に存在すると思われるもののオーソドックスな科学では説明不可能なこと。あるいは、オーソドックスな科学が調査対象にしていない現象を指している。
超常現象には特殊な能力を持つとされる人間が関わっているもの（予知、透視、念写など）や、偶然では説明がつきそうにない出来事（心霊写真、妖精、妖怪など）や不思議などが含まれる。

## 超常現象に分類されることのある事象
例えばリン・ピクネット著 『超常現象の事典』などでは次のようなものを挙げている。
- 超能力[4]
  - 超感覚的知覚（テレパシー、予知、透視）
  - 念力
- 霊能力[4]
- 霊界通信[4]（霊媒、交霊会）
- ホーンティング[4]、幽霊、幽霊屋敷[4]
- 心霊現象
- ポルターガイスト現象[4]
- 妖精（フェアリー）[4]
- 予知夢[4]
- ドッペルゲンガー[4]
- 憑依[4]
- 呪い[4]
- 火星効果（英語版）[4]
- 火の玉[4]（ウィルオウィスプ、人魂、鬼火、狐火、球電）
- 人体自然発火現象[4]
- 電気人間[4][注 2]
- UFO[4]
- 地球外生命[4]
- タイム・スリップ[4]
- 形態因果作用[4]
- 臨死体験[4]
- 生まれ変わり（reincarnation、転生）[4][5]

他には次のようなものが挙げられることもある。
- ゼノグロッシア、真性異言
- ファフロツキーズ
- シンクロニシティ[5] （精度の高い偶然の一致、暗合、共時性）
- ハチソン効果
- 天使
- 妖怪
- 髪が伸びる人形[5]（お菊人形）
- ツタンカーメンの呪い[5]
- アイスマンの呪い[5]
- 植物のテレパシー[5]
- 空中浮揚

### 超常現象に対する人々の態度に関する統計調査
ギャラップ社が2005年に調査したところ、米国人のおよそ4人に3人が（つまりおよそ3/4が）少なくともひとつの超常現象が実際にあると信じている、という結果が得られた
。同社の発表によると、同調査の結果、米国人で1番多く信じられているのはESPであり、41%の人がこれを信じており、2位は家に幽霊がとりつくことがあるということであり、米国人の37%がこれを信じている。3位は「幽霊、あるいは死んだ人の魂が特定の場所に戻ってきたり特定の状況で現れたりすること」で、米国人の32%がこれを信じている。4位はテレパシーで、米国人の31%がこれを信じている。あとは5位 clairvoyance（透視や千里眼）26%、6位 占星術 25%、7位 霊界との通信（霊媒）21%、8位 魔女 21% ....と続いた。

## 人物
- ジョン・ディー[4]
- ヴァレンタイン・グレイトレイクス（Valentine Greatrakes）[4]
- エマニュエル・スウェーデンボルグ
- ダニエル・ダングラス・ホーム[4]
- エウザピア・パラディーノ（Eusapia Palladino）[4]
- アイリーン・ギャレット（Eileen Garrett）[4]
- ニーナ・クラギナ（Nina Kulagina）[4]
- ユリ・ゲラー[4]
- ドリス・ストークス（Doris Stokes）[4]
- チコ・ザヴィエル（Chico Xavier）[4]
- コーラル・ポルゲ（Coral Polge)[4]
- ホセ・アリーゴ（José Arigo）[4]
- サティヤ・サイ・ババ（Sathya Sai Baba）[4]
- マシュー・マニング（Matthew Manning）[4]
- ミシェル・ゴークラン（Michel Gauquelin）
- 江原啓之

## 研究家・団体・学問
研究家
- カール・グスタフ・ユング[4]
- チャールズ・フォート[4]
- ロバート・ソーレス（Robert Thouless）[4]
- ギュスターヴ・ジュレ（Gustave Geley）[4]
- ケネス・バチェルダー（Kenneth Batcheldor）[4]
- 秋山眞人

- 韮澤潤一郎
- 田中餌蝋

研究家関連項目:超心理学者
団体
- 心霊調査協会（Society for Psychical Research、心霊現象研究協会とも）[4]
- 心霊科学研究会

学問
- 超心理学[4]
- 心霊科学（霊魂が存在しているとする角度から研究する）

## 懐疑派
人物
- ハリー・フーディーニ（1874 - 1926）（奇術師。当時流行していた降霊術で行われていたインチキを暴いた。）
- ハリー・プライス(1881 - 1948）（ゴーストハンター）
- ジェームズ・ランディ（1928 - )（奇術師、作家）
- カール・セーガン（1934 – 1996）（天文学者、科学啓蒙家）
- リチャード・ドーキンス（1941 - ）
- スーザン・ブラックモア（1951 - ）
- 大槻義彦（1936 - ）
- 皆神龍太郎（1958 - ）

団体
- サイコップ（CSICOP）
- Japan Skeptics
- と学会

懐疑派関連項目：トンデモ本、疑似科学、科学における不正行為、アドホックな仮説、オカルト

## 関連番組
- NHK BSプレミアム『幻解!超常ファイル』2013年3月～
- NHKスペシャル「超常現象 科学者たちの挑戦」2014年3月22日放送
- NHK『サイエンスZERO』 No.464「「超能力」はあるのか!? 不可思議に挑む科学者たち」2014年5月4日 放送